# Danilo Hondo

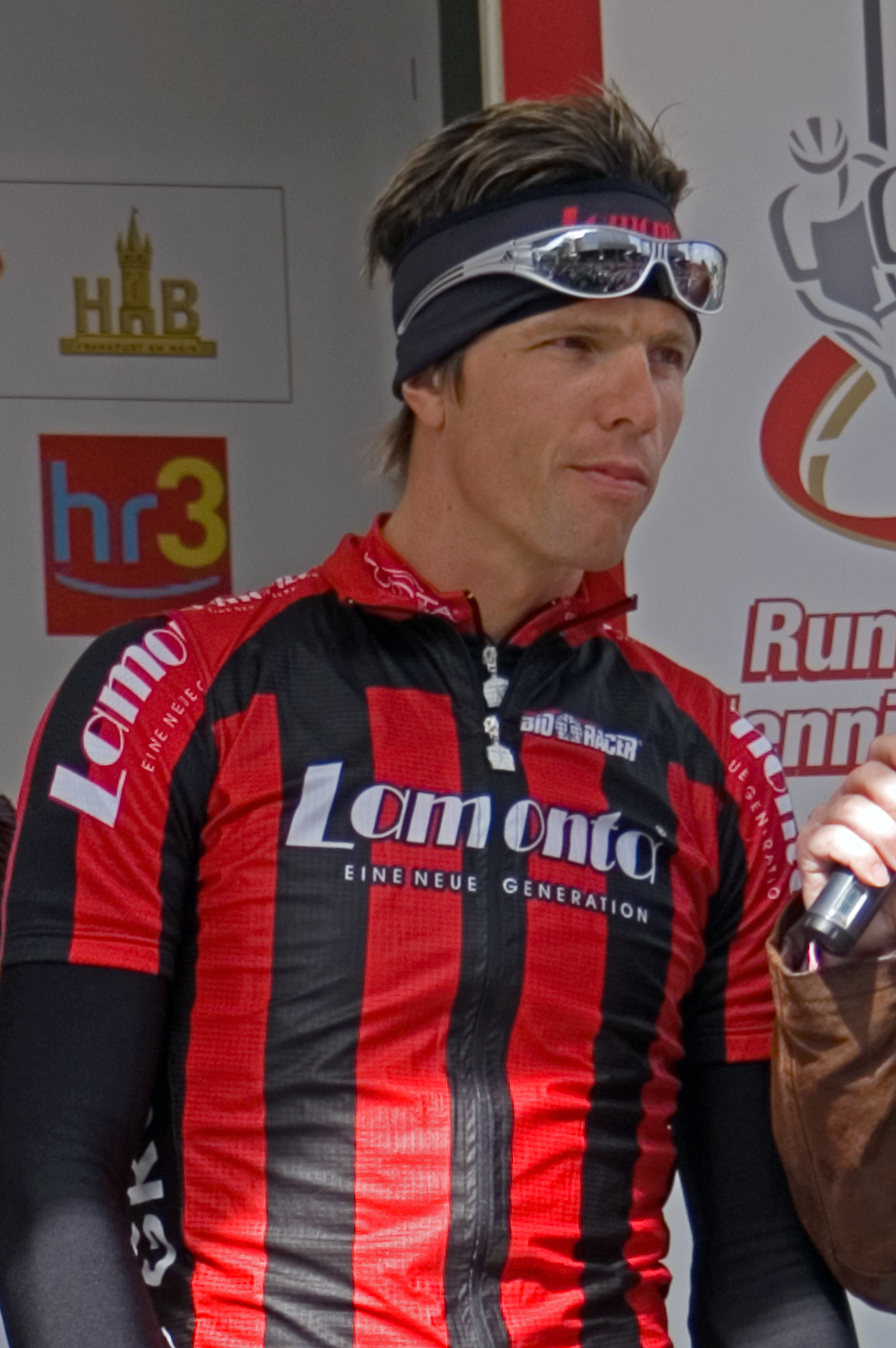
Danilo Hondo el 2006

Danilo Hondo (Guben, 4 de gener de 1974 és un ciclista alemany, professional des del 1997 al 2014.
En el seu palmarès hi ha una seixantena de victòries, destacant dues etapes del Giro d'Itàlia i el campionat nacional en ruta de 2002.
El 2005 fou implicat en un cas de dopatge en donar positiu per carfedon a la Volta a Múrcia. Això li va suposar ser acomiadat de l'equip i ser sancionat per un any.

## Palmarès en pista
- 1994
  -  Campió del món de persecució per equips (amb Andreas Bach, Guido Fulst i Jens Lehmann)
- 2010
  - 1r als Sis dies de Zuric (amb Robert Bartko)

## Palmarès en ruta
- 1998
  - Vencedor de 5 etapes del Sachsen-Tour
  - Vencedor d'una etapa de la Volta a Xile
  - Vencedor d'una etapa de la Cursa de la Pau
  - Vencedor d'una etapa del Hessen-Rundfahrt
- 1999
  - Vencedor de 3 etapes de la Cursa de la Pau
- 2000
  - Vencedor de 2 etapes de la Cursa de la Pau
- 2001
  - 1r al Tour de Berna
  - Vencedor de 2 etapes al Giro d'Itàlia
  - Vencedor d'una etapa dels Tres dies de La Panne
  - Vencedor d'una etapa de la Volta al País Basc
- 2002
  -  Campió d'Alemanya en ruta
  - Vencedor d'una etapa de la Volta a Catalunya
  - Vencedor d'una etapa del Hessen-Rundfahrt
  - Vencedor d'una etapa del Rheinland-Pfalz Rundfahrt
- 2003
  - Vencedor de 2 etapes de la Cursa de la Pau
- 2004
  - 1r al Gran Premi Bruno Beghelli
  - Vencedor de 4 etapes de la Niedersachsen-Rundfahrt
  - Vencedor d'una etapa de la Volta a Catalunya
  - Vencedor d'una etapa dels Tres dies de La Panne
  - Vencedor d'una etapa dels Quatre dies de Dunkerque
- 2005
  - Vencedor de 2 etapes de la Volta a Múrcia
- 2006
  - 1r a l'Omloop van de Vlaamse Scheldeboorden
  - 1r al Neuseen Classics – Rund um die Braunkohle
  - Vencedor de 2 etapes de la Cursa de la Pau
  - Vencedor de 2 etapes del Circuito Montañés
  - Vencedor d'una etapa del Sachsen-Tour
  - Vencedor d'una etapa del Regio-Tour
- 2008
  - Vencedor d'una etapa del Tour de Langkawi
- 2009
  - 1r a la Praga-Karlovy Vary-Praga
  - Vencedor d'una etapa de la Volta a Portugal
  - Vencedor d'una etapa de la Cursa de la Solidaritat Olímpica
- 2010
  - Vencedor d'una etapa del Giro a Sardenya

### Resultats al Tour de França
- 2002. 104è de la classificació general
- 2004. 106è de la classificació general
- 2010. 135è de la classificació general
- 2011. 109è de la classificació general
- 2012. 86è de la classificació general

### Resultats al Giro d'Itàlia
- 2001. 91è de la classificació general. Vencedor de 2 etapes
- 2002. Abandona
- 2008. 104è de la classificació general
- 2010. No surt (19a etapa)
- 2011. No surt (13a etapa)
- 2013. 96è de la classificació general
- 2014. 114è de la classificació general

### Resultats a la Volta a Espanya
- 1999. 90è de la classificació general
- 2000. Abandona
- 2001. 93è de la classificació general
- 2010. 108è de la classificació general